# Río Ventisquero (al sur del fiordo Ventisquero)
El río Ventisquero es un curso natural de agua que fluye con dirección general noroeste en el parque nacional Queulat de la Región de Aysén y desemboca en el fiordo Ventisquero.
Más al norte desemboca el río Ventisquero (al norte del fiordo Ventisquero), no lejos del Aeródromo Puyuhuapi. En el mapa IGM no aparece el nombre Ventisquero. En el mapa de ubicación a la derecha aparecen ambos ríos Ventisqueros.

## Trayecto
Sus orígenes están en la cordillera Queulat.: 19  Recibe las aguas de la laguna Témpanos.

## Caudal y régimen
Sus máximas descargas son de hasta 250 m³/s y ocurren en los meses de primavera/verano (diciembre-enero): 19 
En el Plan de manejo del parque nacional Queulat de CONAF se informa que: "En el caso de los ríos Queulat y Ventisquero que nacen en el Parque Nacional, responden a estas característica, son principalmente de aporte glacial, de corto recorrido que vierte sus aguas Fiordo Puyuhuapi, luego de de recorrer fuerte quebradas protegidas de bosques nativos siempre verdes, que proporcionan importante material energético alóctono a los sistemas fluviales y fiordos receptores.": 18 